# Love Screw
Singles de MAX
Festa
(2003) Be With You
(2004)
Love Screw (titré en capitales : LOVE SCREW) est le 26e single du groupe MAX.

## Présentation
Le single sort le 6 août 2003 au Japon sous le label avex trax, cinq mois après le précédent single du groupe, Festa. Il atteint la 39e place du classement des ventes de l'Oricon, et reste classé pendant trois semaines. Vendu à quelque 6 000 exemplaires, il est alors son single le moins vendu à l'exception du tout premier, sorti en distribution limitée en 1995.
C'est le troisième single du groupe avec Aki qui remplace Mina.
Il contient deux chansons originales et leurs versions instrumentales. La chanson-titre figurera finalement sur le cinquième album original du groupe, Jewel of Jewels, qui sortira trois ans plus tard en 2006. La deuxième chanson du single, Don't Call Me, restera inédite en album.

## Liste des titres
| CD    | CD                                         | CD                                                 | CD    | CD | CD | CD | CD | CD | CD |
| No    | Titre                                      | Paroles / Musique / Arrangements                   | Durée |    |    |    |    |    |    |
| ----- | ------------------------------------------ | -------------------------------------------------- | ----- | -- | -- | -- | -- | -- | -- |
| 1.    | Love Screw (LOVE SCREW)                    | Takeshi Aida / Keiichi Ueno / Keiichi Ueno         | 3:45  |    |    |    |    |    |    |
| 2.    | Don't Call Me                              | Yuka Matsumoto / Makoto Sakuma / Tomohiki Ishikawa | 3:07  |    |    |    |    |    |    |
| 3.    | Love Screw (Instrumental) (LOVE SCREW ...) | (...) / Keiichi Ueno / Keiichi Ueno                | 3:47  |    |    |    |    |    |    |
| 4.    | Don't Call Me (Instrumental)               | (...) / Kiichi Yokoyama / Hiroshi Uesugi           | 3:06  |    |    |    |    |    |    |
| 13:45 |                                            |                                                    |       |    |    |    |    |    |    |